# Santa Rosa de Lima (Villagrán)
Santa Rosa comúnmente conocida como Santa Rosa de Lima es una población del estado mexicano de Guanajuato, localizada en el municipio de Villagrán.

## Localización y demografía
Santa Rosa de Lima está ubicada en el noreste del territorio municipal de Villagrán, casi en el polígono de límites con el municipio de Celaya y el municipio de Santa Cruz de Juventino Rosas. Sus coordenadas geográficas son 20°33′58″N 100°55′27″O / 20.56611, -100.92417 y a una altitud de 1 744 metros sobre el nivel del mar.
Se encuentra aproximadamente a un kilómetro al sur de la Carretera Federal 45D, la principal autopista de cuota de la región que al este conduce a Celaya y al oeste a Salamanca. Se une a dicha autopista por un camino de terracería y con una carretera pavimentada que la une con la cabecera municipal, Villagrán y Cortazar.
De acuerdo al Censo de Población y Vivienda que realizó el Instituto Nacional de Estadística y Geografía en 2010, la población total de Santa Rosa de Lima es de 2 727 habitantes, de los que 1 312 son hombres y 1 415 son mujeres.

## Actualidad
Santa Rosa de Lima ha cobrado notoriedad nacional debido a ser origen del grupo delictivo denominado cártel de Santa Rosa de Lima, dedicado a la comercialización ilegal de combustible robado de los ductos de la empresa paraestatal Petróleos Mexicanos, también conocido como huachicol.